# Listă de filme dramatice din anii 1960
Aceasta este o listă de filme dramatice din anii 1960:

## 1960
- L'avventura
- Ballad of a Soldier
- Breathless
- Cruel Story of Youth
- Devi
- Elmer Gantry
- Her Brother
- Human Condition, Part 2: The Road to Eternity, The
- Entertainer, The
- Inherit the Wind
- Late Autumn
- Night and Fog in Japan
- Rocco and His Brothers
- Sun's Burial, The
- The Sundowners
- Sunrise at Campobello
- Trou, Le
- Two Women
- Virgin Spring, The
- When a Woman Ascends the Stairs

## 1961
- Accattone
- Ada
- Children's Hour, The
- Connection
- Human Condition, Part 3: A Soldier's Prayer
- Hustler, The
- Island, The
- Judgment at Nuremberg
- Last Year at Marienbad
- Lola
- Misfits, The
- Raisin in the Sun, A
- Splendor in the Grass
- Taste of Honey, A
- Through a Glass Darkly
- We Were Young

## 1962
- Advise and Consent
- All Fall Down
- Billy Budd
- Birdman of Alcatraz
- Cleo from 5 to 7
- Days of Wine and Roses
- L'eclisse
- Harakiri
- The Intruder
- Jules and Jim
- Knife in the Water
- The Loneliness of the Long Distance Runner
- Lolita
- Lonely are the Brave
- Long Day's Journey into Night
- The Miracle Worker
- My Life to Live
- Requiem for a Heavyweight
- To Kill a Mockingbird
- Winter Light

## 1963
- America, America
- An Actor's Revenge
- Contempt
- Feu Follet, Le
- High and Low
- Hud
- Leopard, The
- Crinii câmpului
- Lord of the Flies
- Muriel
- Raven's End
- Servant, The
- Shock Corridor
- Silence, The
- Smrt Si Rika Engelchen
- This Sporting Life
- Vidas Secas

## 1964
- Black God, White Devil
- The Carpetbaggers
- Charulata
- Gamlet
- Gate of Flesh
- Gospel According to St. Matthew, The
- I Am Cuba
- Intentions of Murder
- Night of the Iguana, The
- Nothing But a Man
- One Potato, Two Potato
- Pawnbroker, The
- Pumpkin Eater, The
- Red Desert
- Séance on a Wet Afternoon
- Shadows of Our Forgotten Ancestors
- Zorba the Greek

## 1965
- The Agony and the Ecstasy
- Chimes at Midnight
- Cincinnati Kid, The
- Othello
- Round-Up, The
- Ship of Fools
- Shop on Main Street, The

## 1966
- 7 Women
- Akai Tenshi
- Battle of Algiers, The
- Hasard Bathhazar, Au
- Masculin, féminin
- Persona
- Two or Three Things I Know About Her
- Violence at Noon
- Who's Afraid of Virginia Woolf?
- Young Torless

## 1967
- A Man Vanishes
- The ABC of Love
- Accident
- Belle de jour
- Commissar, The
- Cool Hand Luke
- Far From the Madding Crowd
- In Cold Blood
- Marat/Sade
- Mouchette
- Rece do góry
- Skupljaci Perja
- Trip, The

## 1968
- Faces
- Heart Is a Lonely Hunter, The
- If....
- Lost Sex
- Memories of Underdevelopment
- Nanami, The Inferno of First Love
- Rachel, Rachel
- Romeo and Juliet
- Shame
- Swimmer, The
- Unfaithful Wife, The
- Witchfinder General

## 1969
- Blind Beast
- Double Suicide
- Easy Rider
- Fellini Satyricon
- Gentle Woman, A
- Kes
- Learning Tree
- Medium Cool
- Prayer for Katarina Horovitzova, The
- Prime of Miss Jean Brodie, The
- Shōnen
- They Shoot Horses, Don't They?
- This Man Must Die
- Touch of Zen, A
- Women in Love
- Anne of the Thousand Days